# كونور كيسي
كونور كيسي (بالإنجليزية: Conor Casey) هو لاعب كرة قدم أمريكي ولد 25 مايو 1981 في مدينة دنفر بولاية كولورادو الأمريكية يلعب لمنتخب أمريكا لكرة القدم.

## روابط خارجية
- كونور كيسي على موقع الاتحاد الدولي (مؤرشف)  (الإنجليزية)
- كونور كيسي على موقع الدوري الأمريكي (الإنجليزية)
- كونور كيسي على موقع قاعدة بيانات كرة القدم.إي يو (الإنجليزية)
- كونور كيسي على موقع ناشيونال فوتبول تيمز (الإنجليزية)
- كونور كيسي على موقع Soccerbase.com (لاعب) (الإنجليزية)
- كونور كيسي على موقع Soccerway.com (الإنجليزية)
- كونور كيسي على موقع عالم كرة القدم.نت (الإنجليزية)
- كونور كيسي على موقع كووورة
- كونور كيسي على موقع أوليمبيديا (الإنجليزية)
- كونور كيسي على موقع AS.com (الإسبانية)